# Hans Rauscher (Journalist)

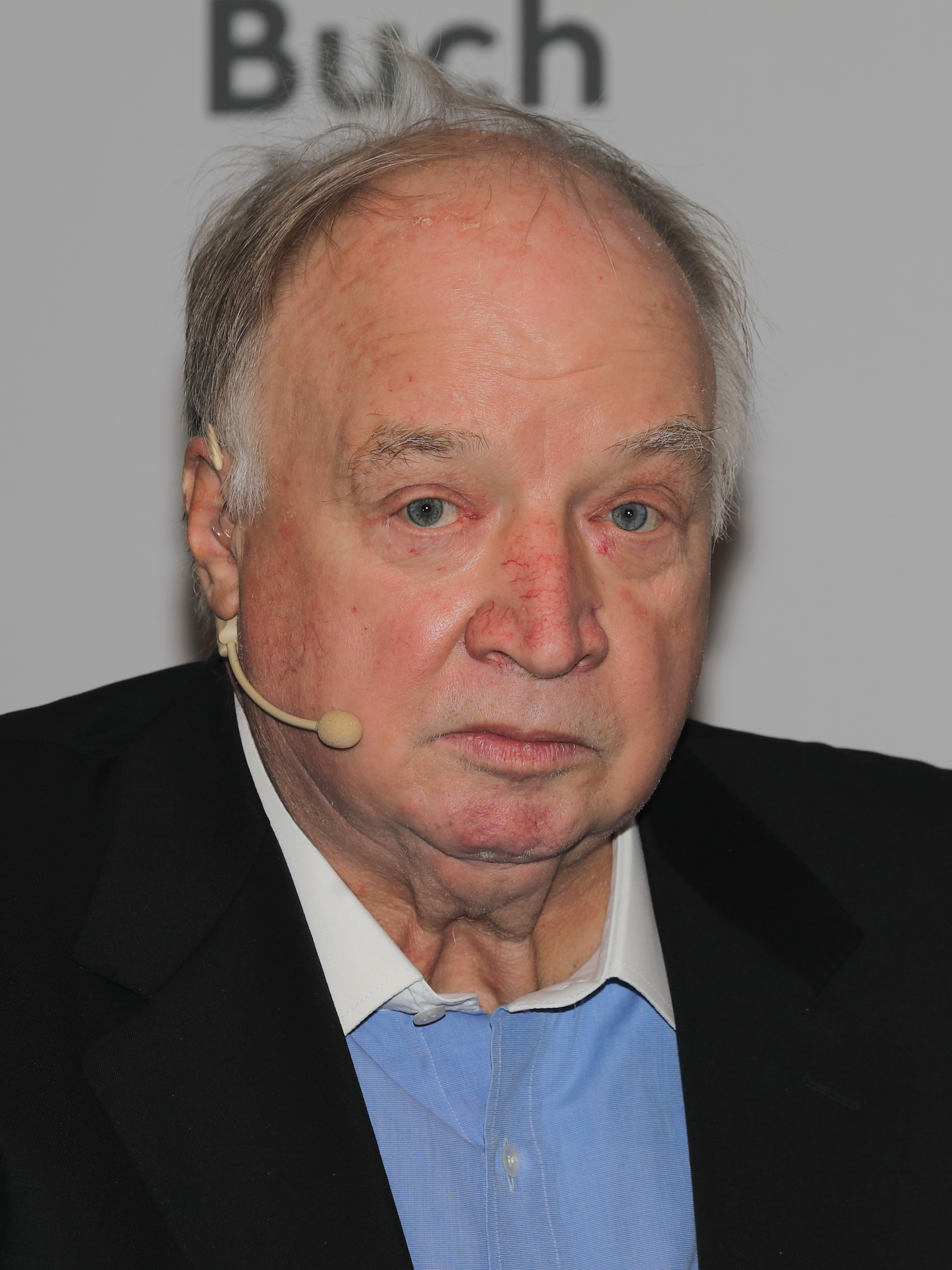
Hans Rauscher (2023)

Hans Rauscher (* 11. Dezember 1944 in Wien) ist ein österreichischer Journalist und Buchautor.

## Leben
Rauscher studierte nach der Matura 1963 Zeitungswissenschaft und Geschichte an der Universität Wien. 1965 kam er zur Zeitschrift Der Österreichische Volkswirt. 1970 gehörte er zu den Gründern des Wirtschaftsmagazins Trend.
Im Jahre 1974 gründete er unter anderen mit Peter Piller und Georg Waldstein das wöchentliche Wirtschaftsmagazin Ecco, das durch die Tageszeitung Kurier unterstützt wurde. Von 1975 bis 1996 war er für den Kurier tätig, wo er anfangs die Glosse auf der Titelseite verfasste. Er war von 1977 bis 1980 Leiter des Sonntagskuriers. 1980 wurde er stellvertretender Chefredakteur und Leiter des Ressorts Innenpolitik. Ab 1984 schrieb er außenpolitische Kommentare. Von 1992 bis 1996 fungierte er als Chefredakteur. Überdies war er unter anderem Gastkommentator beim Nachrichtenmagazin Profil und bei der Wirtschaftszeitschrift Wirtschaftswoche. 1997 wurde Rauscher Kolumnist bei der Tageszeitung Der Standard und bei der Wochenzeitschrift Format.
Anlässlich des 80. Geburtstags würdigte im Standard der Moderator Armin Wolf Hans Rauscher und berichtete über seine ersten Begegnungen als Jugendlicher mit ihm.

## Werke
- Vranitzky. Eine Chance. Ueberreuter, Wien 1987, ISBN 3-8000-3261-9.
- Mit Markus Juen: 1945: die Wiedergeburt Österreichs. die dramatischen Tage vom Kriegsende bis zum Anfang der Republik. Böhlau, Wien 1995, ISBN 3-205-98409-9.
- Franz Fischler. Provokationen eines österreichischen Europäers. Signum, Wien 1998, ISBN 3-85436-277-3.
- Waltraud Klasnic. eine Frau neuen Stils an der Spitze der Steiermark. Molden, Wien 2000, ISBN 3-85485-043-3.
- Israel, Europa und der neue Antisemitismus. Handbuch Geschichte 2000–2004. Molden, Wien 2004, ISBN 3-85485-122-7.
- (Hrsg.): Das Buch Österreich. Texte, die man kennen muss. Brandstätter, Wien 2005, ISBN 3-85498-391-3.
- Was gesagt werden muss, aber nicht gesagt werden darf. Ecowin, Salzburg 2017, ISBN 978-3-7110-0066-8.
- Worüber sich zu schreiben lohnt. Über die Demokratie: Erinnerungen, Gefahren und Hoffnungen. Ecowin, Salzburg 2024, ISBN 978-3-7110-0360-7.

## Auszeichnungen
- 1990: Dr.-Karl-Renner-Publizistikpreis des Österreichischen Journalisten Clubs
- 1992: Österreichischer Staatspreis für publizistische Leistungen im Interesse der Geistigen Landesverteidigung
- 2000: Concordia-Preis in der Kategorie Pressefreiheit
- 2001: Friedrich Torberg-Medaille der Israelitischen Kultusgemeinde Wiens
- 2004: Kurt-Vorhofer-Preis der Journalistengewerkschaft für Politikjournalismus
- 2018: Goldenes Verdienstzeichen des Landes Wien
- 2021: Ferdinand Berger-Preis des Dokumentationsarchivs des österreichischen Widerstandes